# Dogo guatemalteco
Dogo guatemalteco é uma raça de cães de guarda originária da Guatemala. Foi criada por Hector Montenegro durante a década de 1930, a partir do cruzamento entre cães das raças Boxer, Bull terrier e Dálmata. Embora arquivos fotográficos do século XIX mostrem a presença de cães semelhantes no país. 
Originalmente chamado de Bull terrier da Guatemala, foi renomeado para Dogo Guatemalteco pelo veterinário doutor Arturo Chavez, o qual também escreveu o primeiro padrão da raça. Seu temperamento é descrito como desconfiado com estranhos e de comportamento belicoso contra outros cães, e que portanto necessita de socialização e de donos experientes. De construção molossóide, este cão possui pelagem curta de coloração branca com algumas pequenas marcas pretas, preferencialmente apenas na cabeça. 